# Musée de l'Areuse
 (avril 2015).
Si vous disposez d'ouvrages ou d'articles de référence ou si vous connaissez des sites web de qualité traitant du thème abordé ici, merci de compléter l'article en donnant les références utiles à sa vérifiabilité et en les liant à la section « Notes et références ».
Le musée de l'Areuse est un musée régional situé sur le territoire de la commune neuchâteloise de Boudry, en Suisse.

## Collections
Objets palafittiques, monnaies et médailles, toiles et empreintes d'indiennes, oiseaux et mammifères naturalisés, objets rituels, armes et instruments de musique africains, objets de la vie quotidienne régionale, livres et tableaux.

## Histoire
La commune de Boudry a attribué au musée de l'Areuse la salle du deuxième étage de son tout nouveau collège, le collège des filles, inauguré dans le quartier des Vermondins en 1864. Issu de la section de l’Areuse du Club jurassien, il est dénommé le musée de l’Areuse ; sa vocation initiale en fait un « musée scolaire », ce qui motivera une quantité importante de dons de toute nature. Le volume des collections, a nécessité l'organisation d'une succursale de dépôt au collège des garçons.
Le 10 septembre 1872, la section de l’Areuse du Club jurassien est dissoute, ce qui a pour conséquence la création d'une société autonome le 23 septembre 1872 : la Société du musée de l’Areuse, forte de douze membres venant de Boudry et de Bevaix.
Albert Vouga devient conservateur du musée en 1877, poste qu'il occupe jusqu'à sa mort en 1896. Il a rédigé le catalogue des collections. Nanti d'un permis de fouilles octroyé par le Conseil d'État le 4 janvier 1878 et concédé à titre de monopole de fouilles le 1er décembre 1883, il a créé un fonds archéologique en « pêchant » des antiquités lacustres dans les stations de Cortaillod et de Bevaix ainsi qu'à Saint-Aubin (seulement les stations Tivoli).
Au fil du temps, les comités se sont consacrés davantage à des tâches d'animation et d'embellissement de la ville de Boudry plutôt qu'au musée lui-même. Il a fallu la création de la Société de Développement de Boudry en 1946 pour que leurs activités soient recentrées sur le seul musée. Présidé par Hermann Hauser de 1942 à 1979, le musée a commencé à organiser des expositions temporaires en 1974, dans l'ancien appartement du concierge composé de trois petites salles. D'abord biennales, elles sont maintenant annuelles.

## Bâtiment
Les collections ayant pris une telle ampleur en dix ans, ce musée renfermant toute l'histoire de la région illustrée par des objets issus de nombreux dons, la commune de Boudry a décidé, le 4 décembre 1882, de céder gratuitement à la société du musée de l'Areuse le bâtiment de l'ancien stand de tir, en ruine, sis dans le terrain vague du Pré des Esserts, à l'entrée est de la ville. Elle a ajouté 1200 m² de terrain « pour l'établissement d'un jardin anglais ».
Le 24 février 1883, la société s'est donné de nouveaux statuts pour pouvoir être inscrite au Registre fédéral du Commerce en qualité d'œuvre d'utilité publique. Elle a aussi projeté la construction d'un bâtiment et confié à Eugène Colomb, architecte, de dresser les plans et de diriger les travaux, en réutilisant certaines parties en pierre de l'ancien stand (datant donc de sa reconstruction en 1751). Dans une lettre du 23 août 1884, l'architecte a annoncé que « les travaux sont entièrement terminés ». Il en a coûté la somme de 11 452,95 francs à la société, y compris les frais d'aménagement intérieur, dette qui a été totalement remboursée en 1903.
En 1996, la Société du Musée de l'Areuse et le Service de la protection des monuments et des sites ont décidé de procéder à l'étude du bâtiment afin de préparer sa restauration. Cette étude a été confiée à Michel Muttner, restaurateur d'art, et Claire Piguet, historienne. Le 8 septembre 2000, la restauration complète du bâtiment est terminée. Des représentants de la Confédération, du canton de Neuchâtel et de la ville de Boudry ont pris part à la manifestation d'inauguration. Une vaste salle, permettant d'organiser les expositions temporaires et des conférences, remplace au rez-de-chaussée le vétuste appartement « du concierge » inhabité depuis le début des années 1970.

## Animations
Depuis ses débuts, le Musée de l'Areuse a organisé des conférences publiques (appelées initialement « cours publics »). Aujourd'hui encore, le Musée de l'Areuse offre au public quatre conférences par année (une conférence à l'issue de l'assemblée générale et trois veillées) ainsi qu'une manifestation « loufoque » à l'occasion de sa réouverture annuelle traditionnellement fixée au 1er avril marquant le vernissage de la nouvelle exposition temporaire annuelle. Tant la gestion, l'animation que l'ouverture au public sont assurées par une équipe de bénévoles qui ont à cœur de présenter un musée dynamique.

## Bien d'importance régionale
Resté intact depuis sa création au XIXe siècle, le musée de l'Areuse est aujourd’hui un des seuls témoins des tout premiers musées à avoir été créés en Suisse et, à ce titre, « l'ensemble de l'immeuble, le mobilier, les collections présentées dans la salle du premier étage du Musée, ainsi que la présentation actuelle de cette salle » ont été intégrés dans la liste des biens d'importance régionale, depuis le 2 avril 1997. Il témoigne ainsi in situ de la façon dont on concevait à l'origine un musée régional, ses collections, le classement de ses pièces et sa muséographie.